# بروس غاردينر
بروس غاردينر هو لاعب هوكي الجليد كندي، ولد في 11 فبراير 1971 في باري في كندا.

## وصلات خارجية
- بروس غاردينر على موقع دوري الهوكي الوطني (الإنجليزية)
- بروس غاردينر على موقع EliteProspects.com (الإنجليزية)
- بروس غاردينر على موقع HockeyDB.com (الإنجليزية)
- بروس غاردينر على موقع Hockey-Reference.com (الإنجليزية)